# Текате (бира)
Текате (на испански: Tecate) е марка мексиканска бира в стил американски стандартен лагер, която се произвежда от мексиканската пивоварна „Сервесерия Куатемок Моктесума“ (Cervecería Cuauhtémoc Moctezuma), собственост на „Хайнекен“.
Производството на „Текате“ започва през 1954 г. в град Текате в мексиканския щат Долна Калифорния, по името на който е наречена и бирата. Първоначално се произвежда от местна компания, придобита през 1955 г. от „Куаутемок Моктесума“.
Бирата е първата в Мексико, която се пълни в кутийка (кен). Предлага се на пазара в бутилка и в кен.
Текате е лагер бира със светлозлатист цвят и се характеризира със средна карбонизация, аромат на малц и хмел и освежаващ вкус. Има присъдени награди от бирени конкурси в Женева, Париж и Мадрид.
През 1992 г. стартира и производството на по-леката „Tecate Light“.